# Rhododendron fittianum
Rhododendron fittianum là một loài thực vật có hoa trong họ Thạch nam. Loài này được Balf. f. miêu tả khoa học đầu tiên năm 1917.